# セミノール郡 (ジョージア州)
セミノール郡（セミノールぐん、英: Seminole County）は、アメリカ合衆国ジョージア州の南西隅に位置する郡である。2010年国勢調査での人口は8,729人であり、2000年の9,369人から6.8%減少した。郡庁所在地はドナルソンビル市（人口2,650人）であり、同郡で人口最大の都市でもある。

## 歴史
1920年7月8日、セミノール郡を新設するための州憲法修正案が提案され、同年11月2日に批准された。郡域はディケーター郡とアーリー郡の一部を合わせた。郡名はかつてこの地域に住んでいたセミノール族インディアンから採られた。

## 地理
アメリカ合衆国国勢調査局に拠れば、郡域全面積は256.56平方マイル (664.5 km2)であり、このうち陸地238.04平方マイル (616.5 km2)、水域は18.52平方マイル (48.0 km2)で水域率は7.22%である。

### 主要高規格道路

#### アメリカ国道
- アメリカ国道84号線

#### ジョージア州道
- ジョージア州道38号線
- ジョージア州道39号線
- ジョージア州道45号線
- ジョージア州道91号線
- ジョージア州道91号線代替路
- ジョージア州道253号線
- ジョージア州道285号線
- ジョージア州道374号線
- ジョージア州道266号線

### 隣接する郡
- ミラー郡 - 北東
- ディケーター郡 - 東
- ジャクソン郡 (フロリダ州) - 南西
- ヒューストン郡 (アラバマ州) - 南西
- アーリー郡 - 北北西

## 人口動態
以下は2000年の国勢調査による人口統計データである。
| 基礎データ - 人口: 9,369人 - 世帯数: 3,573 世帯 - 家族数: 2,597 家族 - 人口密度: 15人/km2（39人/mi2） - 住居数: 13,493軒 - 住居密度: 8軒/km2（20軒/mi2） 人種別人口構成 - 白人: 61.75% - アフリカン・アメリカン: 34.66% - ネイティブ・アメリカン: 0.18% - アジア人: 0.18% - その他の人種: 2.79% - 混血: 0.45% - ヒスパニック・ラテン系: 3.70% | 年齢別人口構成 - 18歳未満: 26.2% - 18-24歳: 8.6% - 25-44歳: 26.4% - 45-64歳: 23.0% - 65歳以上: 15.8% - 年齢の中央値: 38歳 - 性比（女性100人あたり男性の人口） - 総人口: 91.0 - 18歳以上: 86.6 世帯と家族（対世帯数） - 18歳未満の子供がいる: 29.9% - 結婚・同居している夫婦: 51.1% - 未婚・離婚・死別女性が世帯主: 17.9% - 非家族世帯: 27.3% - 単身世帯: 24.3% - 65歳以上の老人1人暮らし: 11.5% - 平均構成人数 - 世帯: 2.54人 - 家族: 3.01人 | 収入と家計 - 収入の中央値 - 世帯: 27,094米ドル - 家族: 33,221米ドル - 性別 - 男性: 25,909米ドル - 女性: 20,194米ドル - 人口1人あたり収入: 14,635米ドル - 貧困線以下 - 対人口: 23.2% - 対家族数: 15.8% - 18歳未満: 35.1% - 65歳以上: 18.6% |

## 都市と町
- ドナルソンビル - 郡庁所在地
- アイアンシティ